# Liste der Biografien/Smiths
Liste der Biografien |
Portal Biografien |
Personensuche
# |
A |
B |
C |
D |
E |
F |
G |
H |
I |
J |
K |
L |
M |
N |
O |
P |
Q |
R |
S |
T |
U |
V |
W |
X |
Y |
Z |
?
 
Sa |
Sb |
Sc |
Sd |
Se |
Sf |
Sg |
Sh |
Si |
Sj |
Sk |
Sl |
Sm |
Sn |
So |
Sp |
Sq |
Sr |
Ss |
St |
Su |
Sv |
Sw |
Sy |
Sz
 
Sma |
Smb |
Sme |
Smi |
Smj |
Smo |
Smr |
Smu |
Smy
 
Smia |
Smic |
Smid |
Smie |
Smig |
Smij |
Smik |
Smil |
Smir |
Smis |
Smit
 
Smita |
Smite |
Smith |
Smitk |
Smitr |
Smits |
Smitt
 
Smith, A |
Smith, B |
Smith, C |
Smith, D |
Smith, E |
Smith, F |
Smith, G |
Smith, H |
Smith, I |
Smith, J |
Smith, K |
Smith, L |
Smith, M |
Smith, N |
Smith, O |
Smith, P |
Smith, Q |
Smith, R |
Smith, S |
Smith, T |
Smith, U |
Smith, V |
Smith, W |
Smith, Y |
Smith, Z |
Smith? |
Smitha |
Smithe |
Smithi |
Smiths |
Smithw |
Smithy
Die Liste der Biografien führt alle Personen auf, die in der deutschsprachigen Wikipedia einen Artikel haben. Dieses ist eine Teilliste mit 11 Einträgen von Personen, deren Namen mit den Buchstaben „Smiths“ beginnt.

## Smiths
- Smiths, Wilhelm (1847–1925), deutscher Ehrenamtmann und Politiker (NLP)

### Smithso
- Smithson, Alison (1928–1993), britische Architektin
- Smithson, Carly (* 1983), irische Soul-, Pop-, Rock- und Metal-Sängerin
- Smithson, Forrest (1884–1962), US-amerikanischer Leichtathlet
- Smithson, Harriet (1800–1854), irische Theaterschauspielerin, erste Ehefrau von Hector BerliozHarriet Smithson (1800–1854)

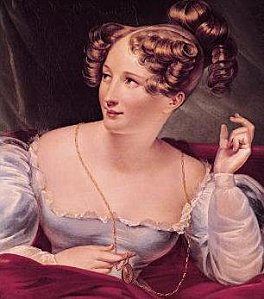
Harriet Smithson (1800–1854)

- Smithson, James (1765–1829), britischer Mineraloge und Chemiker
- Smithson, Jerred (* 1979), kanadischer Eishockeyspieler und -trainer
- Smithson, John (* 1952), britischer Filmproduzent
- Smithson, Mike, US-amerikanischer Maskenbildner und Spezialeffektkünstler
- Smithson, Peter (1923–2003), britischer Architekt
- Smithson, Robert (1938–1973), US-amerikanischer Landart-Künstler